# Sistema policial del Imperio del Japón

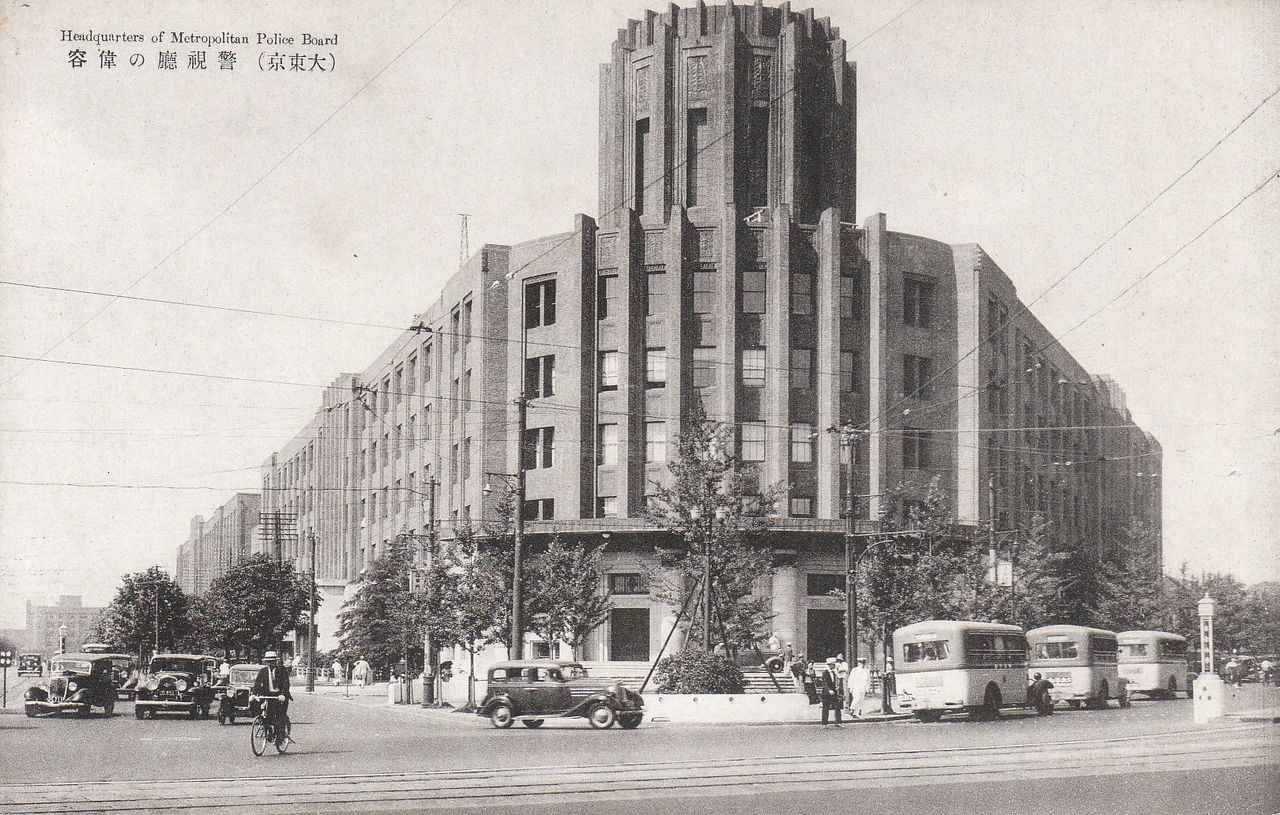
Cuartel General de la Policía Metropolitana de Tokio en 1931.

El Sistema Policial (警察制度 Keisatsu Seidō) del Imperio del Japón comprendía numerosos servicios policiales, en muchos casos con jurisdicciones superpuestas.

## Historia y antecedentes
Durante el Shogunato Tokugawa (1603–1867), las funciones policiales se basaron en una combinación de magistrados municipales designados como samurái, quienes sirvieron simultáneamente como jefes de policía, fiscales y jueces. Los magistrados fueron asistidos por una fuerza policial profesional con oficiales de estado samurái, y oficiales comunales jittemochi con poderes de arresto. La ciudadanía se organizó en gonin-gumi (Asociaciones de Cinco Familias), el precursor del tonarigumi, cuyos miembros eran responsables colectivamente de las acciones y actividades de cualquiera de sus miembros. La fórmula oficial utilizada en los tiempos feudales para informar a un sujeto que había sido puesto bajo arresto fue simplemente gritar "¡Go, yo!" - la expresión también se usaba para expresar "¡Negocio oficial!" o "¡Despeja el camino!".

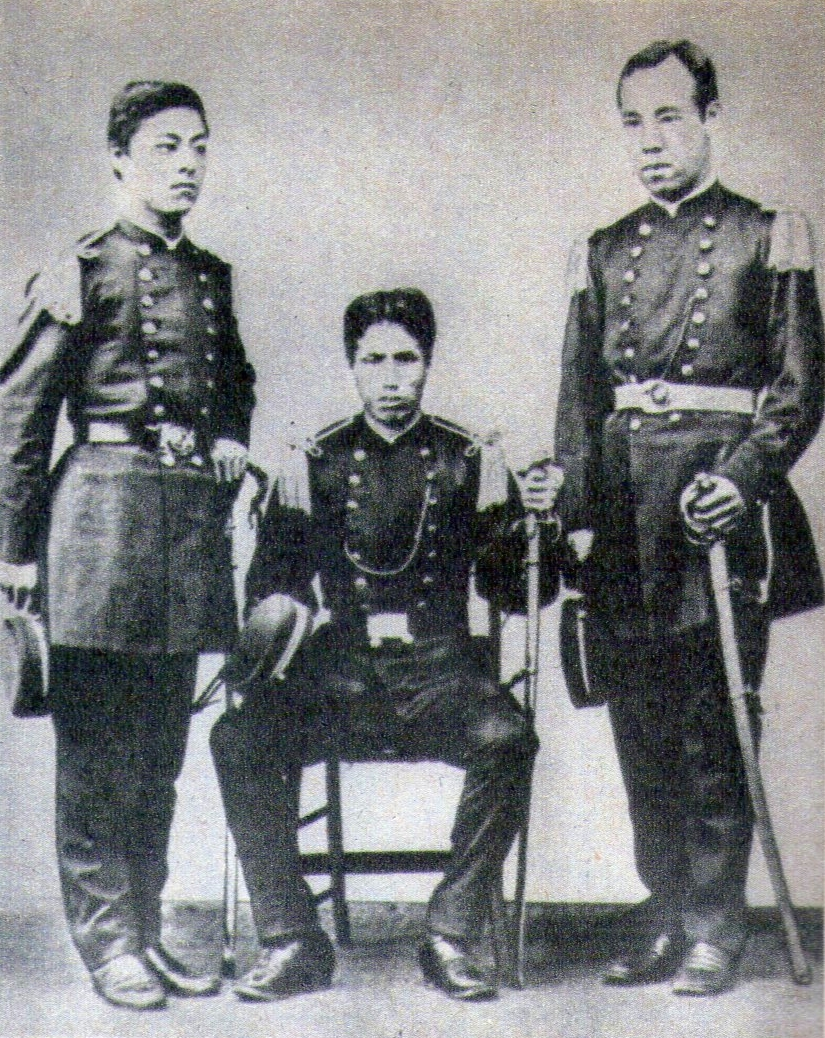
Policía japonesa en 1875.

Como parte de la modernización de Japón después de la Restauración Meiji, el nuevo gobierno Meiji envió a Kawaji Toshiyoshi a una gira por Europa en 1872 para estudiar varios sistemas de aplicación de la ley. Volvió impresionado con la estructura y las técnicas de las fuerzas policiales de la Tercera República Francesa y de Prusia como modelos para el nuevo sistema policial japonés. Con el establecimiento del Ministerio del Interior en 1873, sus recomendaciones se implementaron y los poderes de la policía civil se centralizaron a nivel nacional, aunque la implementación se delegó al nivel de prefectura.
Bajo el Ministerio del Interior, la Keihōkyoku (Oficina de Policía) también tenía funciones cuasijudiciales, incluido el poder de emitir ordenanzas, regular licencias comerciales, permisos de construcción, seguridad industrial y cuestiones de salud pública, además de sus funciones de investigación criminal y orden público. El sistema policial centralizado adquirió responsabilidades de manera constante, hasta que controló casi todos los aspectos de la vida cotidiana, incluida la prevención de incendios y la mediación de conflictos laborales.
Durante la Rebelión de Satsuma de 1877, la falta de un ejército permanente organizado y entrenado obligó al gobierno central a utilizar unidades de la oficina de policía como milicia para reprimir el levantamiento.
Después de 1911, un departamento separado, la Policía Superior Especial (Tokko), se estableció específicamente para tratar los delitos políticos. La Tokko investigó y suprimió ideologías potencialmente subversivas, que iban desde el anarquismo, el comunismo, el socialismo y la creciente población extranjera en Japón, pero su alcance aumentó gradualmente hasta incluir grupos religiosos, pacifistas, activistas estudiantiles, liberales y ultraderechistas. La Tokko también regulaba el contenido de las películas, reuniones políticas y campañas electorales. La Tokko también tenía una función de contraespionaje similar al MI5 en Gran Bretaña.
Los militares cayeron bajo la jurisdicción del Kenpeitai para el Ejército Imperial Japonés y la Tokeitai para la Armada Imperial Japonesa, aunque ambas organizaciones tenían jurisdicción superpuesta sobre la población civil.
En Shanghái, la Policía Consular de Japón se estableció y se mantuvo bajo el control del consulado japonés para detener a los japoneses buscados por delitos cometidos contra el estado.
Después del Incidente de Manchuria en 1931, la policía militar asumió una mayor autoridad, lo que provocó fricciones con sus homólogos civiles. Después del inicio de la segunda guerra sino-japonesa en 1937, la policía regulaba la industria y el comercio para maximizar el esfuerzo de guerra y evitar la especulación y el acaparamiento, la mano de obra movilizada y el transporte controlado.
También se establecieron servicios de policía civil en el extranjero (en Corea, Kwantung, Taiwán, Karafuto, algunas dependencias extraterritoriales japonesas en Shanghái, Pekín y Tientsin antes de la guerra en la China continental). Más tarde, desde el período de 1930 a la Guerra del Pacífico, otros servicios de policía civil similares pero "nativos" operaron en Manchukuo, Mengjiang y el Gobierno Nacionalista de Nanking. La policía y los servicios de seguridad en el Mandato del Pacífico Sur y en las áreas ocupadas del Pacífico estaban a cargo de la Tokeitai.
El área metropolitana de Tokio quedó bajo la jurisdicción de la Teikoku Keishichō (帝國警視廳) o Keishichō, que fue dirigida personalmente por Kawaji desde 1874, y desde la cual pudo dirigir la organización del sistema policial nacional.
La redacción vaga de las Leyes de Preservación de la Paz dio a todas las organizaciones policiales un amplio margen para la interpretación de lo que constituía una "actividad delictiva" y, bajo el pretexto de "mantener el orden", se permitió a la policía amplios poderes para la vigilancia y el arresto. La falta de responsabilidad y una tradición de "culpabilidad hasta que se pruebe que es inocente" llevó a muchas de las brutalidades llevadas a cabo por las fuerzas policiales. Especialmente en las zonas rurales, la policía tenía gran autoridad y se le otorgó la misma mezcla de miedo y respeto que el jefe de aldea. La creciente participación de la policía en los asuntos políticos fue uno de los cimientos del estado autoritario en Japón en la primera mitad del siglo XX.
Después de la rendición de Japón en 1945, las autoridades de ocupación estadounidenses conservaron la estructura de la policía antes de la guerra hasta que se implementó un nuevo sistema y la Dieta de Japón aprobó la Ley de Policía de 1947, creando la nueva Agencia Nacional de Policía.

## Armas de servicio
Al comienzo de los sistemas policiales modernos, sólo a los oficiales superiores se les permitía usar una espada, por lo que la mayoría de los agentes de policía sólo tenían un bastón. Luego, en 1882, todos los oficiales comenzaron a recibir un sable.
Solo algunos detectives de élite, guardaespaldas o unidades SWAT como la Unidad de Seguridad Especial de la TMPD recibieron pistolas. Básicamente, FN Modelo 1910 o Colt Modelo 1903 se usaron para usos abiertos, y FN M1905 o Colt Modelo 1908 Vest Pocket para usos ocultos. Y en la zona fronteriza, como la prefectura de Karafuto y Corea, había algunas unidades policiales armadas con armas pequeñas militares.